# Comes (Romeinse Rijk)
Comes (genitief: comitis; meervoud: comites) is het Latijnse woord voor kameraad, ofwel in individuele zin, ofwel als lid van een collectief genaamd comitatus (vergelijk comitatenses), in het bijzonder het gevolg van een commandant of magistraat, in sommige gevallen groot en/of formeel genoeg om een specifieke naam te verwerven, zoals de cohors amicorum. Het woord comes komt van com- "met" + ire "gaan".

## In de Romeinse heidense religie
Comes was een gebruikelijk epitheton (titel die aan de naam toegevoegd wordt, zoals katholieken nu nog steeds doen met Jesus en heiligen, zoals in 'Onze lieve Vrouwe van Lourdes') voor een held of een (mindere) godheid, als aanduiding van een verband met een hogere of gelijkwaardige godheid, of meerdere goden bij elkaar als een kernfamilie.

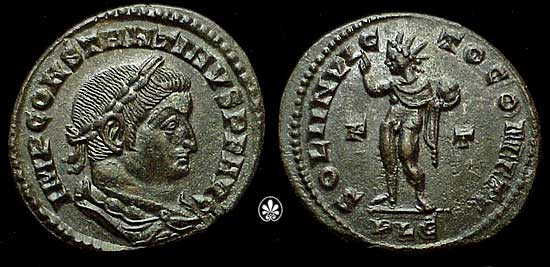
Constantijn I SOLI INVICTO COMITI, Comes van de Zonnegod

Op munten van Constantijn I wordt de keizer verkondigd als comes van de Zonnegod.

## Keizerlijke hoftitels
Historisch significanter werd Comes als een wereldse titel voor betrouwbare (ex-) hovelingen en anderen, als teken van keizerlijk vertrouwen, wat zich ontwikkelde tot een formele rang, equivalent met de hellenistische Philos (Basilikos) of de Karolingische paladijn (ridder), en daarom bleef men de titel houden wanneer men werd benoemd -vaak gepromoveerd- naar een post ver weg van het hof, vaak in het veld of in het provinciale bestuur. Vervolgens was het een logische stap om de titel te verbinden met specifieke plichten voor een functionaris van hoge rang, en om het zelfs deel te maken van de officiële titel.

## Militaire titel
Naarmate het hof in grootte en politieke invloed groeide, vestigden de keizers een onregelmatige praktijk van het benoemen van loyale dienaars tot verschillende posten. Dit gebruik was al eerder toegepast, zoals met de prefect van de pretoriaanse garde en de Amici Principis oftewel de Cohors amicorum. Met de expansie van het keizerlijk systeem onder keizer Diocletianus echter, waren nieuwe ambten nodig en decentralisatie vereiste verandering. Het resultaat was de instelling van de rang van "comes".
De comites (vaak vertaald met "graaf", maar de functie was noch feodaal noch erfelijk) werden de leidende functionarissen van het Romeinse rijk. Zij vervulden functies van velerlei omschrijving, van het leger tot de ambtenarij, ondertussen nooit de directe link met, en toegang tot, de keizer verliezend. Troepen die niet tot een vast garnizoen behoorden stonden onder bevel van officieren wiens rang die van comes was. Constantijn nam de laatste stap door de posten zodanig te bevestigen dat ze een permanent onderdeel van het keizerlijke bestuur werden.
Complete lijsten van de comites werden sinds de vijfde eeuw bijgehouden in de Notitia Dignitatum en een schematische kaart van de militaire posten vervuld door comites is beschikbaar bij het Friesian-project. Later zijn nog meer posten gecreëerd.